# بينغت هايمان
بينغت هايمان (بالسويدية: Bengt Heyman)‏ هو ربان ‏ سويدي، ولد في 26 أغسطس 1883 في ستوكهولم في السويد، وتوفي في 3 يونيو 1942.

## وصلات خارجية
- بينغت هايمان على موقع أوليمبيديا (الإنجليزية)
- بينغت هايمان على موقع اللجنة الأولمبية السويدية (السويدية)